# Capital International Airport
|  | Dieser Artikel wurde aufgrund von inhaltlichen oder formalen Mängeln auf der Qualitätssicherungsseite des Portals Luftfahrt eingetragen. Dies geschieht, um die Qualität der Artikel aus dem Themengebiet Luftfahrt auf ein akzeptables Niveau zu bringen. Dabei werden Artikel gelöscht, die nicht signifikant verbessert werden können. Bitte hilf mit, die inhaltlichen Mängel dieses Artikels zu beseitigen, und beteilige dich bitte an der Diskussion. Artikel eintragen |

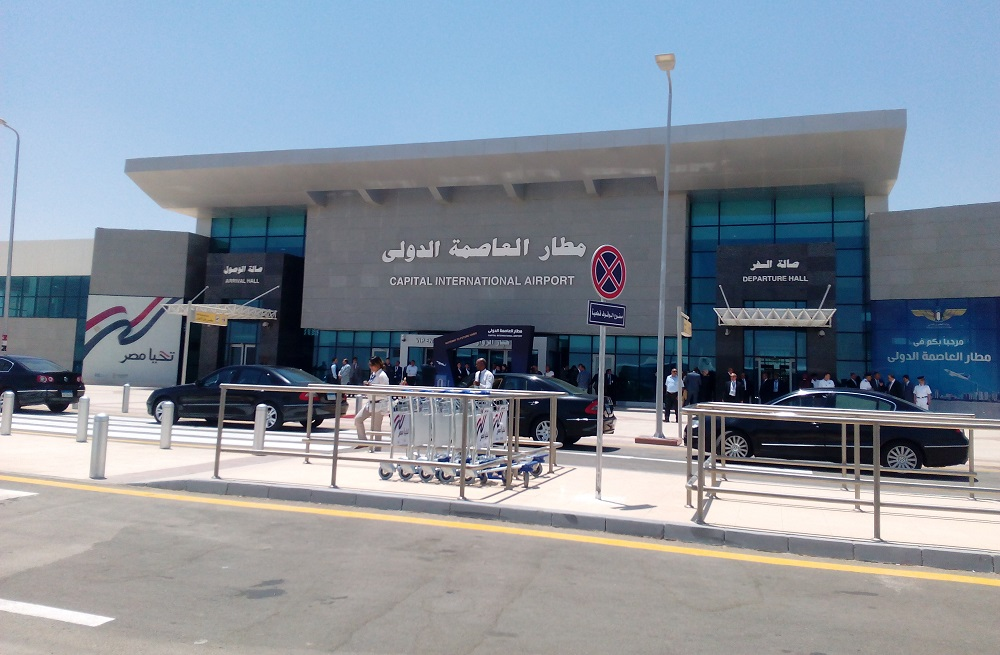
Flughafeneingang

Der Capital International Airport (arabisch مطار العاصمة الدولي, DMG Maṭār al-ʿĀṣima ad-duwalī) (IATA: CCE, ICAO: HECP) ist der Hauptflughafen der zurzeit entstehenden Neuen Hauptstadt Ägyptens.
Der Flughafen soll zudem den älteren Flughafen Kairo-International entlasten, den Tourismus der Region ankurbeln und für einen Anschluss an die Suez Canal Economic Zone (SCEZ) sorgen.
Der Flughafen ist seit Mitte 2020 in Nutzung und wird von der Egyptian Airports Company (EAC) betrieben.

## Gebäude und Kapazität
Der Flughafen erstreckt sich auf einer Fläche von 16 km², mit einem 5.000 m² großen Haupt-Terminal. Er hat acht Abstellplätze für Flugzeuge, 45 Service- und Verwaltungsgebäude, ein Flugkontrollturm und eine 3650 m langen Start- und Landebahn zur Aufnahme von größeren Flugzeugen, ausgestattet mit Beleuchtung und automatischen Landesystemen (Stand 2019).
Der Flughafen hatte in der Testphase eine Kapazität von 300 Passagieren pro Stunde.
Stand Oktober 2022 gibt es zwei Startbahnen: 01L/19L (015°/195°) und 02/20 (19°/199°). Die Koordinaten sind 30.07429, 31.84296.

## Weiterer Ausbau
Auf Luftbildern ist im  Oktober 2022 erkennbar, dass es bereits eine Flughafenmoschee und eine Wetterstation gibt. Darüber hinaus gibt es ein Gebäude, das Google einer Behörde "NASMC" zuordnet. Zudem ist nordwestlich eine dritte, breitere und längere Startbahn erkennbar (30.056, 31.828 am südlichen Ende) sowie weitere Gebäude, darunter eine Reihe an Hangars. Das Terminal erscheint unter-dimensioniert.